# Ina Seidel
Ina Seidel (ur. 15 września 1885 w Halle, zm. 2 października 1974 w Ebenhausen) – niemiecka pisarka i poetka.

## Życiorys

### Rodzina
Urodziła się jako córka Hermanna Seidela i Emmy z domu Loesevitz, urodzonej w Rydze. Dzieciństwo spędziła w Brunszwiku. Jej ojciec, z wykształcenia lekarz, pochodził z Meklemburgii, był bratem pisarza Heinricha Seidela. Bratem Iny był pisarz Willy Seidel (1887-1934). Po samobójczej śmierci ojca I. Seidel mieszkała z matką w Marburgu (1895-1897) oraz w Monachium w (1897-1907). W 1907 roku poślubiła swojego kuzyna Heinricha Wolfganga Seidela (1876–1945), duchownego i pisarza, z którym zamieszkała w Berlinie, z 9-letnią przerwą (1914-1923), podczas której małżeństwo przebywało w Eberswalde. W 1919 urodził się ich syn Georg, twórca dwóch książkowych publikacji na temat swojej rodziny, wydanych pod pseudonimem Christian Ferber. W 1934 rodzina ostatecznie opuściła stolicę, przeprowadzając się do Starnbergu, gdzie zmarł Heinrich Wolfgang Seidel.

### Twórczość literacka
Ina Seidel należała do najpopularniejszych literatek Republiki Weimarskiej. Swoje dzieła literackie tworzyła w duchu neoromantyzmu z akcentami mistycznymi. W latach I wojny światowej oraz w okresie hitleryzmu tworzyła poezję o charakterze nacjonalistycznym. Wśród wierszy jej autorstwa znalazły się utwory opiewające Adolfa Hitlera. Była jedną z 88 pisarek, które złożyły przysięgę wierności przywódcy III Rzeszy. W 1922 Ina Seidel wydała powieść biograficzną poświęconą Georgowi Forsterowi „Das Labyrinth” („Labirynt”). W 1930 wydrukowano powieść „Das Wunschkind” („Upragnione dziecko”), w 1938 „Lennacker”. W 1940 pojawiło się opowiadanie „Unser Freund Peregrin” („Nasz przyjaciel Peregrin”). W 1959 wydano książkę „Michaela”, która stanowiła literacki utwór rozrachunkowy. W powieści tej autorka postawiła pytania dotyczące odpowiedzialności za krzywdy wyrządzane w nazistowskim systemie totalitarnym.
Ina Seidel wyróżniona została jednym z pierwszych medali Goethego.